# Argyroeides vespina
Argyroeides vespina är en fjärilsart som beskrevs av William Schaus 1901. Argyroeides vespina ingår i släktet Argyroeides och familjen björnspinnare. Inga underarter finns listade i Catalogue of Life.